# Lajas (Boborás)
Lajas (llamada oficialmente San Xoán de Laxas) es una parroquia y un lugar español del municipio de Boborás, en la provincia de Orense, Galicia.

## Toponimia
La parroquia también es conocida por los nombres de San Juan de Lajasy San Xoán das Laxas.

## Organización territorial
La parroquia está formada por cinco entidades de población, constando dos de ellas en el nomenclátor del Instituto Nacional de Estadística español:
- Laxas
- Leborín
- Liñariños
- O Lugar
- O Souto

## Demografía

### Parroquia
| Gráfica de evolución demográfica de Lajas (parroquia) entre 2000 y 2022 |
|                                                                         |
| Datos según el nomenclátor publicado por el INE.                        |

### Lugar
| Gráfica de evolución demográfica de Laxas (lugar) entre 2000 y 2022 |
|                                                                     |
| Datos según el nomenclátor publicado por el INE.                    |